# B side
배순탁의 B side는 MBC FM4U, MBC 표준FM에서 라디오 작가이자 음악평론가 배순탁으로 방송된 심야 음악 전문 라디오 프로그램이다. 2024년 6월 2일 자로 4년만에 폐지되었다.

## 역대 방송시간
| 방송 채널  | 방송 기간                         | 방송 시간                            |
| ---------- | --------------------------------- | ------------------------------------ |
| MBC FM4U   | 2020년 11월 17일 ~ 2021년 8월 8일 | 매일 밤 12:00 ~ 오전 1:00            |
| MBC FM4U   | 2021년 8월 9일 ~ 2023년 11월 18일 | 월요일 ~ 토요일 밤 12:00 ~ 오전 1:00 |
| MBC 표준FM | 2023년 11월 20일 ~ 2024년 6월 2일 | 매일 밤 12:00 ~ 오전 1:00            |

## DJ
- 배순탁 라디오 작가, 음악평론가 (남)

## 같이 보기
관련 항목
- 클래식 음악
- 팝 음악
- 월드 뮤직

방송 프로그램
- 해피선데이 (KBS 예능본부 제작)
- 그것이 알고싶다, 궁금한 이야기 Y, 신발 벗고 돌싱포맨, SBS 뉴스 이슈진단 (SBS TV)
- 지금은 라디오 시대, 문화야 놀자, 출발 주말세상 차미연입니다, 모두의 퀴즈생활 서유리입니다, 주말엔 나비인가봐, 마음연구소 (MBC 표준FM)
- 라디오 고해소 비밀번호 1053 (cpbc FM)